# Keresztéte
Keresztéte törpefalu Borsod-Abaúj-Zemplén vármegyében, az Encsi járásban.

## Fekvése
Miskolctól közúton körülbelül 65 kilométerre északra található, a szlovák határtól kevesebb, mint 2,5 kilométer választja el. Zsákfalunak tekinthető, a központjába egyedül Szászfáról, a 2613-as útról letérve lehet eljutni, a Pamlényba vezető 26 124-es, majd az abból kiágazó 26 125-ös úton.

## Története

### Középkor
Neve a szláv eredetű Krstata keresztnév magyar kiejtésű alakjának földrajzi névvé válásával keletkezett.
Első említése az 1299 körüli esztendőből származik. Ekkor az elsősorban Torna és Gömör vármegyében birtokos Tekes rokonság egyik ága – a későbbi Jolsvafői vagy Szini család ősei – tartotta a kezén a települést, és adta vissza Köblivel és Pamlénnyel együtt a Balog nemzetség ama ágának, amelyből a későbbi Marcali család származott. 1323-ban és Szászfa, 1344-ben Szászfa és Vajda, 1347-ben Vajda határosaként említik. Az 1340-es években az Aba nemzetségbeli Gagyi család tagjainak kezén találjuk. Ezután mindig ők a birtokosai. 1427-ben a kamara haszna nevű királyi adó szedői 24 paraszti telken hajtották be az adót. A falu birtokosa Gagyi László volt, és a Hernádtól nyugatra fekvő falvakkal feküdt egy járásban. A rá vonatkozó iratokat Gagyi Balázs valamikor az 1439-ben kezdődött zavaros idők során egy kassai polgárnál helyezte el a nagyobb biztonság kedvéért, és a család tagjai 1472-ben kapták vissza. Gagyi Balázs halála után Mátyás király két udvari embere, Dési Péter kamarás és Endrédi Fica Dömötör palotás a maga számára kért adományt a Gagyiak több birtokára, így Keresztétére is. A Gagyiak 1472-ben sikerrel védték meg öröklött birtokaikra vonatkozó jogaikat, Keresztétét és Perecsét azonban örökre átengedték Désinek és Ficának. Fica Dömötör 1476-ban minden Abaúj vármegye birtoka, így keresztétei birtokrésze is mentességet kapott a kamara haszna nevű királyi adó fizetése alól.

### Kora újkor
Keresztéte puszta a 16. század közepén már Abaúj vármegye egyik ismert, középkori eredetű családjának, a Jánoky vagy Vajdai családnak a birtokában van, együtt több, eredetileg a középkori jánoki uradalomhoz tartozott falu (Jánok, ma: Janík, Szlovákia; Vajda, Büttös) részbirtokával. 1572-ben Jánoky Oszvald és Varjassy Katalin lánya, Erzsébet és férje: szokolyi Baxay (Baksay vagy Baksy) János, valamint másik lányuk: Borbála és férje: szomolyai Füzy Ambrus kap királyi megerősítést Hont és Gömör vármegyei birtokaikra, valamint Abaúj vármegyében Vajda, Jánok és Büttös részbirtokokra, illetve Keresztéte teljes pusztára. A sógorok, Füzy Ambrus és Baksy János egyébként már 1567-ben is bizonyosan birtokostársak Abaúj vármegyében, 1564-ben pedig együtt választják meg őket Abaúj vármegye hites törvényszéki ülnökeinek. Mohács után a középkori Jánoki (Jánoky) más néven Vajdai család folyamatosan birtokolt abaúji birtokain. A középkorban született Jánoky István (1503–1568) szuhai és jánoki Jánoki Tamás egyik fiának, Gergelynek volt a fia, míg Jánoki/Jánoky Oszvald (†1564) Tamás másik fiától, Páltól származott. Jánoky Oszvaldnak két lánya született: Anna és Erzsébet. A Jánokyak fő jószágai Vajda és Büttös voltak, ezeket közösen birtokolta a Gergely-ág (Jánoky István) és a Pál-ág (Jánoky Oszvald), Keresztéte puszta azonban teljesen Jánoky Oszvald örököseit illette.
A 17. században a lassan benépesülő Keresztéte puszta, majd falu megmaradt a Jánoky-örökösöknél. Jánoky Erzsébet és férje, szokolyi Baksy János, akiket a vajdai (krasznokvajdai) református templomban temettek el 1580 körül, lányukat, Baksy Zsófiát a horvát eredetű Sztranzikovics-Horváth Györgyhöz adták feleségül, de a férj és örökösei a 17. században már a vajdai Horváth nevet viselték. Vajdai (Sztranzikovics ) Horváth Györgyöt és feleségét 1610 körül szintén a vajdai templomban temették el. Unokájuk, Horváth János fia: ifj. vajdai Horváth György (†1660) előbb Jánoky Juditot, majd szemerei Szemere Erzsébetet vette feleségül, akinek családja, a Cserehát ősi nemesi famíliája szintén szerzett birtokrészeket az egykori jánoki uradalom Vajda, Büttös nevű falvaiban, illetve Keresztétén, de ezeket 1652-ben a Szemere család eladta vajdai Horváth Andrásnak, Horváth János másik fiának.

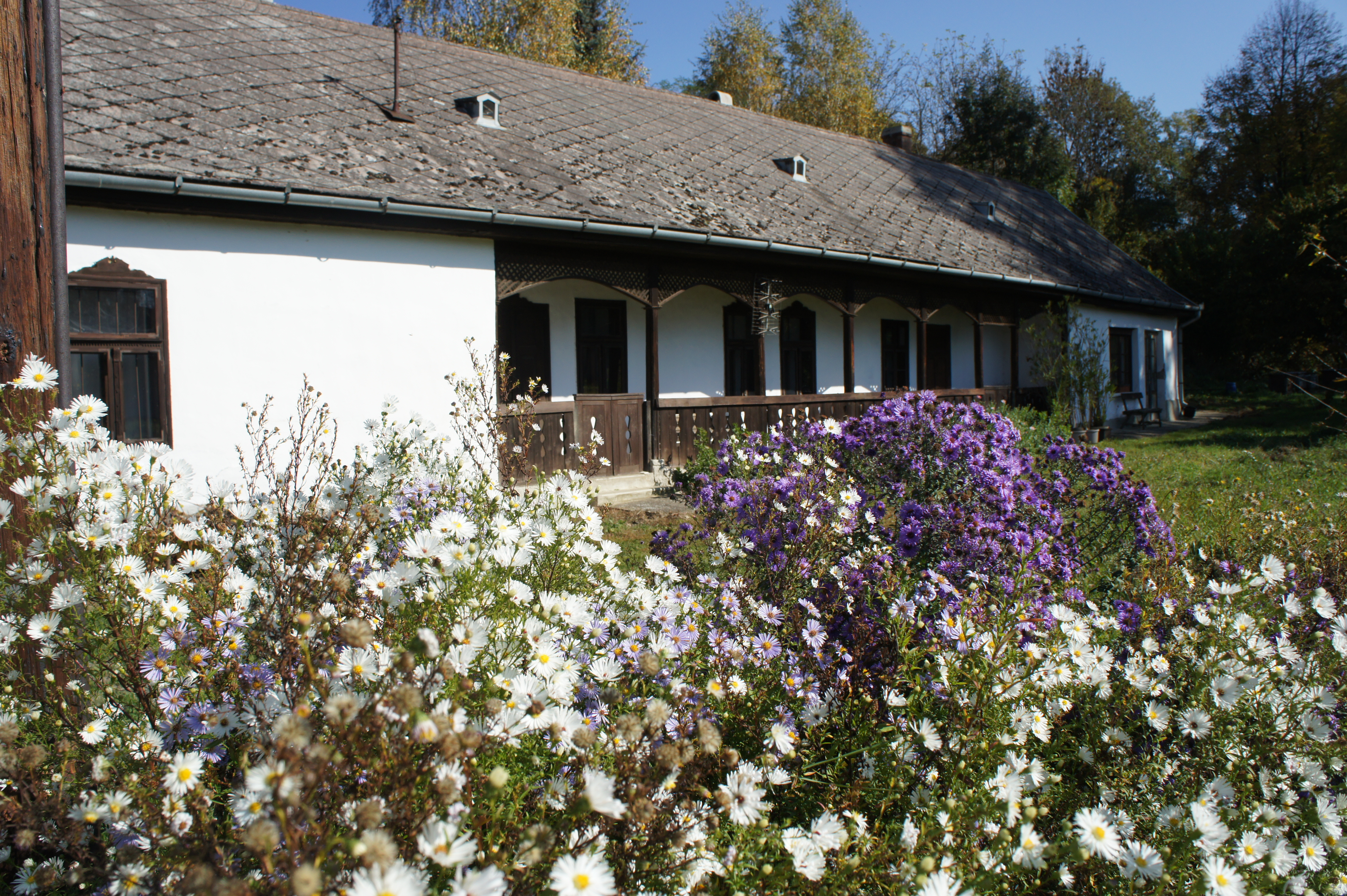
Népi lakóház

Ifj. vajdai Horváth György (†1660) abaúji táblabíró második házasságából származó lánya, vajdai Horváth Zsuzsanna (†1698) révén egy újabb család került az egykori Jánoky-örökségbe, a Szent-Imrey nemesi família, amely egészen a jobbágyfelszabadításig Keresztéte földesura marad. A zempléni Nagymihályban (ma: Michalovce, Szlovákia) született Szent-Imrey (Szabó) András (1633–1703) ugyanis 1664. március 20-án feleségül vette a Vajdán és a környékbeli falvakban birtokos vajdai Horváth Zsuzsannát. A Krasznokvajdán élő Szent-Imreyné Horváth Zsuzsanna és fivére, György egyrészt egymás között, másrészt féltestvéreikkel, Jánossal és Péterrel (Jánoky Judit fiaival) 1666-ban osztályegyezséget kötöttek. Ifj. Horváth György egyébként birtokrészeit már 1665-ben eladta féltestvérének, Horváth Zsuzsannának és férjének, Szent-Imrey (Szabó) Andrásnak, akinek nemességét is kihirdették 1666-ban. Szent-Imrey Szabó András így egyszerre lett tagja Abaúj vármegye nemesi univerzitásának krasznik-vajdai nemesi előnévvel és részbirtokosa az egykori jánoki uradalom falvainak: Krasznik-Vajda, Büttös, Jánok falvaknak, illetve Keresztéte falunak. A 17. század első felében birtokos még a Jánokyak Gergely-ágából Jánoky Zsuzsanna (Gáspár lánya) is, aki először Baksy vagy Baksay Mihályhoz ment nőül, de 1655-ben minden ősi, illetve első férjével szerzett jószágát(Büttös, Vajda, Keresztéte, Vendégi, Újlak és Beret) második férjére, a szászfai birtokán élő és a Wesselényi-féle szervezkedésben is részt vállalt szászfai és uzapanyiti Uza Mihályra testálja.
Keresztéte a 17. század elejéig puszta maradt, ami nem jelent teljes elnéptelenedést, csak adóképtelenséget, a 16. század második felében nem szerepel sem az dikális vagy portális néven ismert királyi adó jegyzékeiben, sem a dézsmajegyzékekben. Csak 1618-ban tűnik fel lakott településként, ekkor azonban már ún. taxás vagy taksás faluként, amelynek lakossága jórészt kikerült a jobbágyi függés alól, és armalista nemesként, libertinusként, taxás jobbágyként rovásadót sem fizet, hanem ún. taxát ad az állami adóba. Keresztéte mint taxás falu 1618-ban összesen 2 Ft-ot fizet, 1624-ben 1 Ft 25 dénárt, 1626-ban 1 Ft-ot, 1630-ban 2 Ft-ot, 1632-ben 1 Ft 15 dénárt, 1635-ben 1 Ft 25 dénárt. Közben néhány jobbágya is maradt a földesuraknak, ezekre azonban nem rótták ki a rovásadót. Ezt a viszonylag egyenletes adóképességet az egri törökök hódoltató pusztítása szakította meg 1640-ben, a Cserehát jó része ugyanis addig hódolatlan volt. 1640-ben az Abaúj vármegye jegyzőkönyvébe bejegyzett korabeli tanúvallomás szerint a törökök „nagy kegyetlenül rablották Felső-, Alsó-Gagyot, Kércset és Baktát, iszonyú égetéseket tevén, amely helyekből keresztény atyánkfiai közül kiket levágott, kiket megégetett, kiket kegyetlenül rabságra vittek, összességgel teszen hétszázig”. A kegyetlenségek sok csereháti falut kényszerített a török iga alá, erről Keresztéte jobbágyai így vallottak 1641-ben Abaúj vármegye vizsgálóbizottsága előtt: „Keresztéte nevű faluba lakozók, Tót Lackó, Wajday Horvát György uram jobbágya, 50 esztendős, Chyanka Gergely, Baxi Mihály uram jobbágya, 50 esztendős hitök után ekképen vallanak, hogy az falunkhoz igen közel jővén az török és az szegény vajdai gyermekeket hogy elvivé, és körülöttünk környös-körül rabolván el az török, s reánk gyakorta izengetve meg nem maradhattunk, hanem meg kellett hódolnunk Mahmut ispahiának, 10 frt, 10 itce vaj [földesúri járandósággal]. Császár adója 5 frt; csak az esztendő [1641] Szent György napkor hódoltunk meg; négyen lakunk.” Keresztéte ettől kezdve a Hódoltság peremvidékének azon helységei közé tartozott egészen Eger 1687. évi törökök alóli felszabadításáig, amelyek kettős adózás alá estek, azaz a Magyar Királyság és a magyar földesurak mellett a törökök is adóval és járulékokkal terhelték őket. Török uruknak, az egri lovas tisztnek, Mahmut szpáhinak évi 10 Ft cenzussal és 10 icce vajjal tartoztak, de fizették az oszmán állami (szultáni) adót is, évente 5 Ft-ot. 1640-ben, amikor az egri oszmán katonaság meghódoltatta a Cserehát falvait, Keresztétén már csak négy jobbágy gazdálkodott ifj. vajdai Horváth György, valamint Jánoky Zsuzsanna (†1668 körül) és első férje: Baksy (Baksay) Mihály (†1646) földesúri joghatósága alatt.
Az 1648. évi adójegyzékbe Keresztétét már pusztaként, adóképtelen településként írták be, és az 1696. évi országos adóösszeírásban, illetve az 1715. évi és az 1720. évi országos összeírásban sem szerepel. A falu a 18. század első felében csak lassan nyeri vissza népességét, paraszti gazdaságát, még Bél Mátyás is elhagyott településként ír Keresztétéről az 1730-as évek elején készült és a 21. századig kéziratban maradt, Abaúj vármegyét latin nyelven leíró monográfiájában: „37. Keresztéte egy zárt völgyet foglal el, teljesen alacsony fekvésű, de a szomszéd falvakénál termékenyebb a földje. Szántóföldje csekély, erdei azonban, amelyek körbeölelik a falut, bőségesebbek. Jelenleg elhagyott település, birtokosai a Jánokyak, a Horváth-Sztransikovics család leszármazottai, valamint Jakabfalvi (Jakabfalvay) György, idősebb Csemitzky Sándor és idősebb Zorger (másként Alexy).”

### 18. század
A község népességének egészéről a 18. század második felétől áll rendelkezésre megbízható adat. II. József népszámlálása volt az első olyan összeírás, amely a teljes lakosságra kiterjedt, és ennek adatai szerint 1785-ben a falu honos népessége 170 fő volt. Ludovicus Nagy 1828-ban megjelent népességstatisztikai munkája szerint viszont az egyébként a Cserehát falvai között egyik legkisebb Keresztétén ekkor már csak 139 főt tartottak nyilván, és ennek felel meg a Fényes Elek Geographiai szótárában található 137 fős adat is. A házak száma is ennek megfelelően apadt a 19. század elején: II. József idején még 24, 1828-ban viszont már csak 18 házat jegyeztek fel az összeírók. Az 1828-as országos adóösszeírás idején 33 személy után kellett adót fizetni a faluban. Az 1760-as évek végén végrehajtott úrbéri összeírás időszakában 8 jobbágy, valamint családjuk élt meg a falu határában elterülő úrbéres földeken, melyek összesen 3 és 1/8 telek területre terjedtek ki. A másfél évtizeddel későbbi népszámlálás idején 12 jobbágyot és 16 zsellért regisztráltak a faluban.. Keresztéte határát Vályi András „közép termékenységűnek” minősítette, melynek „réttye, legelője meg lehetős”.

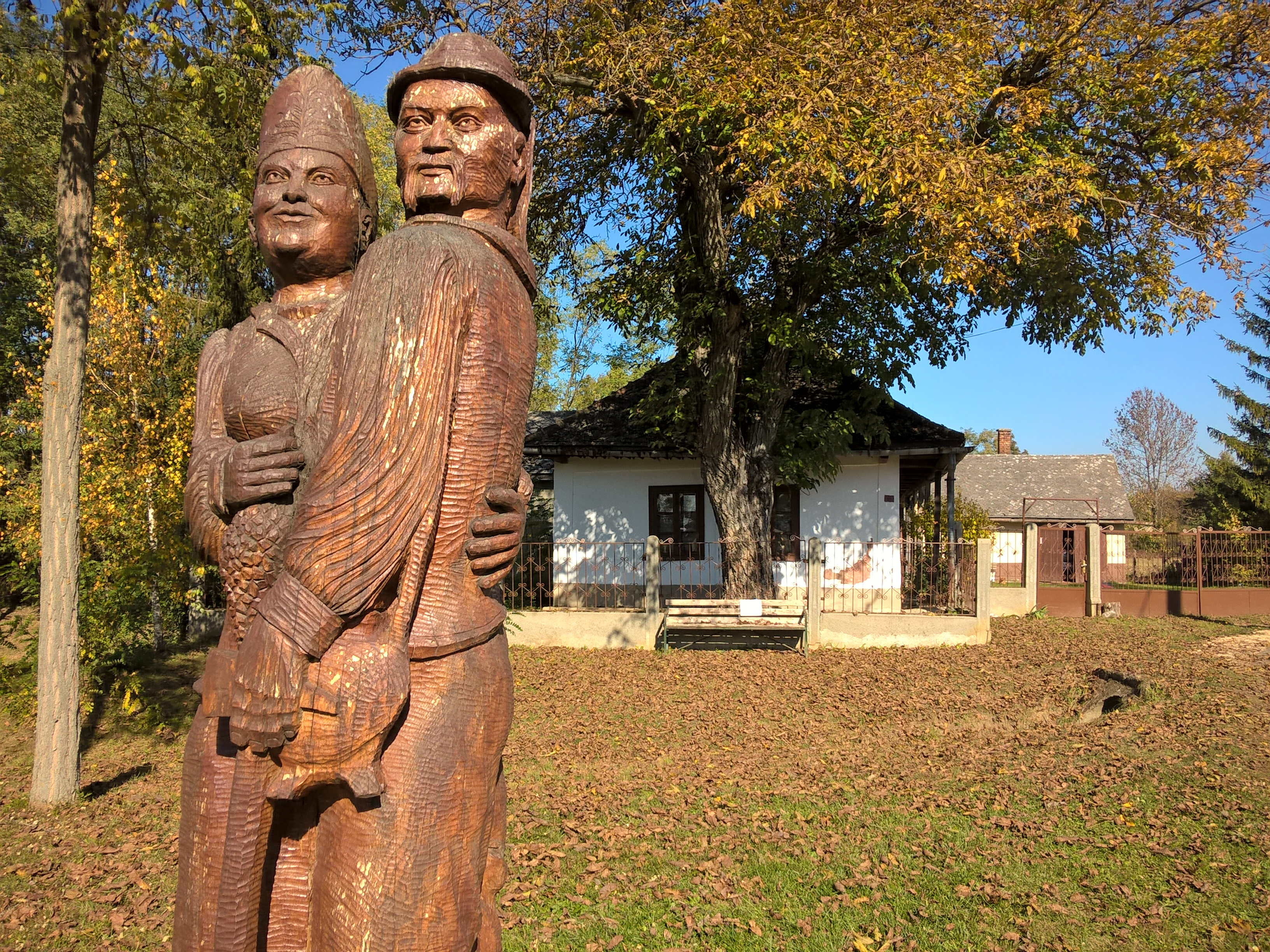
Szüretelő pár szobor háttérben népi lakóházzal

A település lakosságát Korabinszky, Vályi szlováknak („tótnak”), Fényes Elek viszont már magyarnak minősítette, ami tükrözhet sikeres asszimilációs folyamatot, de az is lehet, hogy Fényes egyszerűen abból következetett, hogy a környék ruszinok laktafalvaival ellentétben nem nem görög, hanem római katolikus rítust követtek a katolikus hívek. A Geographiai szótár szerint ugyanis Keresztéte teljes keresztény lakossága (129 fő) ehhez a felekezethez tartozott, és már Nagy munkája is vallási homogenitást jelez (akkor 139 katolikus népesség élt a faluban). A helyi közösség a krasznokvajdai egyházközség leányegyháza volt. Más adatok viszont arra vallanak, hogy a 19. század elején még ruszinok is laktak a településen. Más környékbeli falvakhoz hasonlóan Keresztétén is éltek zsidók már a 18. század végén is: a település izraelita lakossága 1785-ben, a népszámlálás idején 2 háztartásból állt, 1828-ban pedig 7, 1850-ban 8 főből (vagyis feltehetően 1-2 háztartásból) állt.
A falu egyik különös társadalmi sajátossága a birtoklás szerkezetéhez kapcsolódik. Az első népszámlálás idején egyetlen nemest sem találtak a keresztény férfi lakosságon belül, miközben a másfél évtizeddel korábbi úrbéri összeíráskor szerint a mintegy 100 hold kiterjedésű jobbágyföld több földesúr – Szentimrey József és László örökösei – között oszlott meg. Ez valószínűleg arra utal, hogy nem laktak helyben a földbirtokosok, akiknek – a térségre jellemző módon – a közeli falvakban is voltak birtokaik (a Szentimrey nemzetségnév például Büttös és Kány földesurai között is előfordul, Krasznokvajdán pedig kastélyuk is volt). Fényes a 19. század közepén csupán általánosan, nevek nélkül a falu földjén osztozó több földesúrra utalt.

### 19. század
A Cserehát egyik legkisebb településén a népesség száma nem érte el a 200 főt (1880-ban 25 házban 160-an, 1900-ban 27 házban 167-en éltek), és a demográfiai események mindenki számára pontosan nyomon követhetőek voltak. 1900 és 1910 között összesen 40-en születtek és 26-an haltak meg, közülük 10-en 1 éves koruk alatt, és magas volt a fertőző betegségekben elhunytak száma is (8 fő gümőkor, 2 fő diftéria). Ebben az évtizedben a népesség 167-ről 144 főre csökkent, vagyis körülbelül 35–40-en költöztek el, illetve vándoroltak ki az Egyesült Államokba. (1900-ban 35-en voltak külföldön, minden ötödik helyi lakos.) A magas csecsemőhalandóság ellenére a keresztéteiek korszerkezete fiatalosnak tekinthető. 1900-ban a 14 éven aluliak száma 76 fő (46%), az „aktív” korosztályé (15–60 évesek) 79 fő (47%) és mindössze 12-en voltak 60 éven felüliek.
A 18. században a községbe római katolikus szlovákokat telepítettek, Fényes Elek 1851-ben Keresztétét magyar falunak nevezte, és az 1880-as népszámlálás már csak 6, az 1900-ban tartott pedig egyetlen „tót” anyanyelvű lakost regisztrált. A népesség nagy többsége a római katolikus felekezethez tartozott (1900-ban 131 fő), rajtuk kívül görögkatolikusok (29 fő) és izraeliták (4 fő) éltek a faluban.

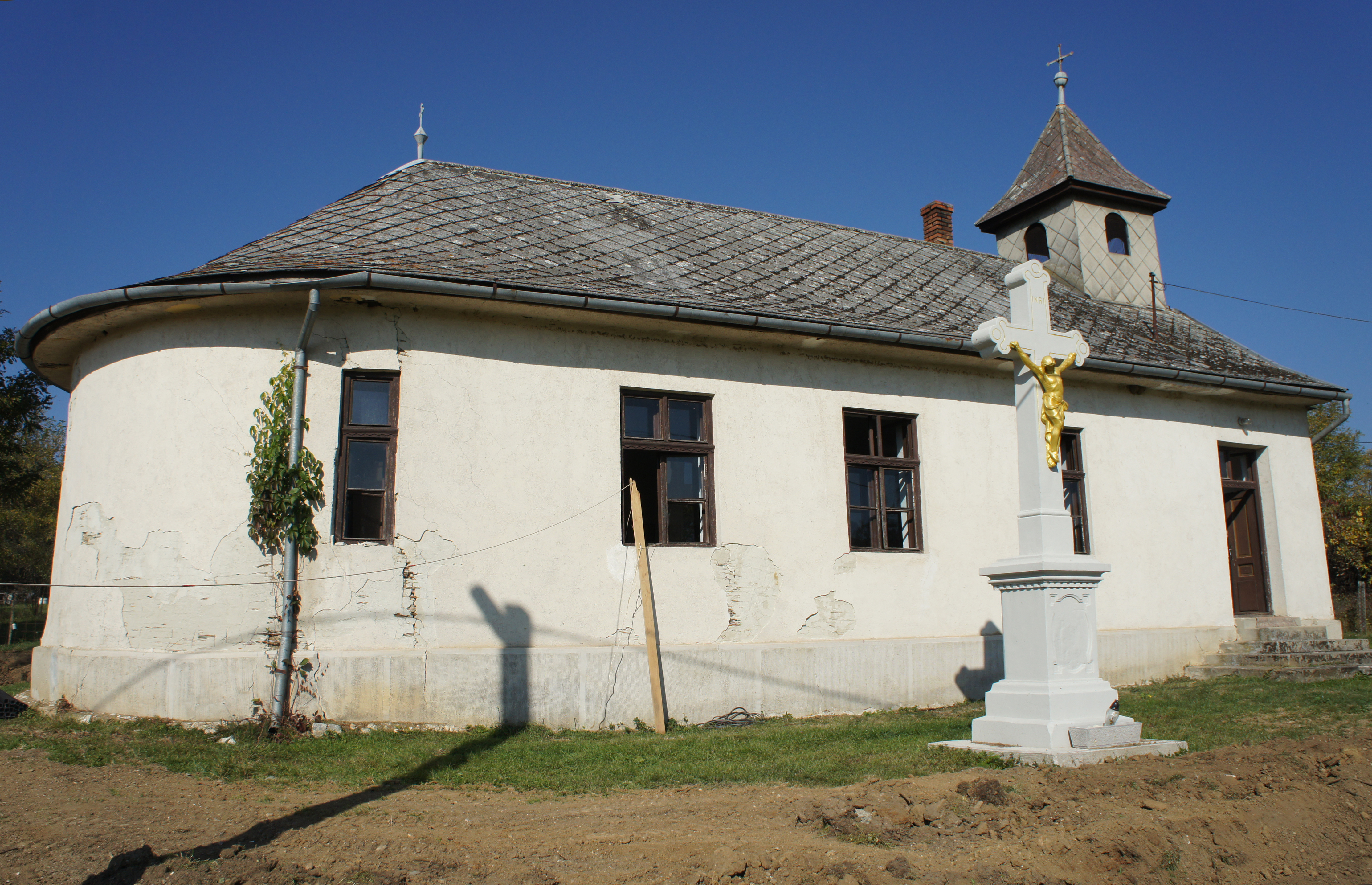
Krisztus Király római katolikus kápolna

A zsáktelepülés földhasznosítása a 19. század második felében nem módosult jelentősen. A Rakaca-patak völgyében és az attól északra fekvő falvakhoz hasonlóan Keresztétén is magas maradt a legelők részesedése (a szántók területe 1895-ben 358 hold, a faluhatár 52%-a, a legelőké 181 hold, 27%), ami a termelési specializáció hiányára, valamint az extenzív állattartásra utal.
A 19. századi agrártársadalomról csak elszórt adatokat ismerünk. A reformkori kisnemes családok úrbéres telkek töredékeivel rendelkeztek, amit a jobbágyfelszabadítás után elvesztettek. Szunyoghy Imre, Bertalan és Gábor 3/4 telek, Terhas Katalin, Emília és Anna 5/16 telek után számíthatott kárpótlásra (1 telek után 500 forint járt), aminek a kifizetésére azonban évtizedekig nem került sor. Más családok az allodiális eredetű földjeiket, amin maguk gazdálkodtak vagy egykori majorsági zselléreknek adtak bérbe, adósságaik miatt vesztették el (és jutottak azok a parasztok kezébe). Musinszky András 550 forintra becsült ingatlanát 1880-ban árverezték, vagy Spisák György és István ellen a végrehajtóknak járó illetékek kielégítése végett indult végrehajtás.

### 20-21. század
A település 1910-ben Abaúj-Torna vármegye Tornai járásához tartozott. A kisközség 689 kat. holdon (= 396 hektár) terült el, lakóinak száma 144 volt. A tisztán magyar anyanyelvű lakossággal rendelkező faluban a vezető vallásfelekezet a 112 fős római katolikus volt. Mellettük 21 görögkatolikus, 9 református és 2 izraelita élt a községben. A lakosság szinte kizárólagos megélhetése a mezőgazdaságból származott, amiben lassú változás az 1960-as évektől kezdődött.

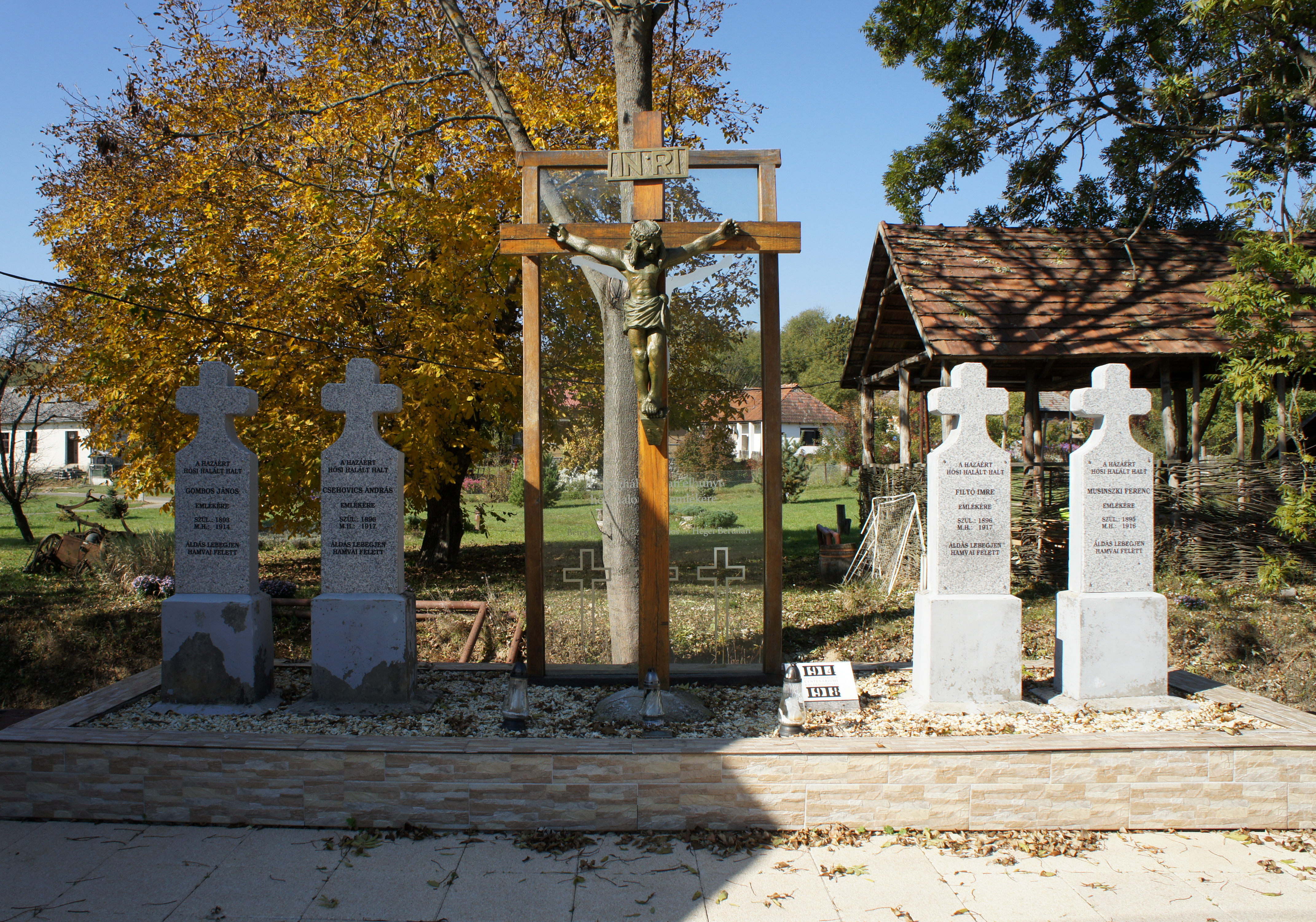
I. világháborús emlékmű

Alacsony lélekszáma ellenére a község kivette részét az első világháborúból. A hadba vonultak közül négyen hősi halált haltak, név szerint Gombos János, Csehovics András, Filyó Imre és Musinszki Ferenc.
A trianoni békeszerződés közigazgatási változásai következtében Keresztéte az Encsi járás része lett. 1920-ra lélekszáma 142 főre csökkent, miközben tovább nőtt a 128 fősre gyarapodó római katolikus felekezet dominanciája, szemben a 10 fős görögkatolikus és 4 fős református közösséggel. Ekkor izraeliták már nem éltek a faluban. 1941-re a népesség 169 főre nőtt és továbbra is három felekezet között oszlott meg: 139 főre növekedett a római katolikusság a 29 fős görögkatolikus és az egyetlen képviselővel rendelkező református közösség mellett.
A világháborúk közötti periódusban Keresztétének nem volt nagybirtokosa, a lakosok egyénileg gazdálkodtak. A legnagyobb földterülettel, 60 kat. holddal, id. Nagy Mihály rendelkezett. A község fejlődését nehezítette a fő közlekedési útvonaltól távoli elhelyezkedése és a tény, hogy földjei a keresett szántóföldi növénytermesztésre alkalmatlanok voltak. A községben működött állami elemi iskola, 1926-ban pedig római katolikus iskolakápolna épült. Ebben 1972-ig folyt az oktatás, az alsó és felső tagozatos diákok felváltva jártak délelőtt és délután.
Keresztéte lakói számára 1944. december 14-én ért véget a második világháború. A falu három hősi halottjának emlékét sírhely őrzi. 1949-ben a háború utáni első népszámlálás szerint a község lakóinak száma 166 volt, akik két vallásfelekezethez tartoztak: 83,1%-ban római katolikusok és 16,9%-ban görögkatolikusok voltak. A szocializmus idején a népességszámban 1960-ra növekedés, majd folyamatos csökkenés következett, s az 1990. évi népszámlálás idejére mindössze 47 fősre apadt a lakónépesség.
A második világháború utáni átalakulás kezdetben a birtokviszonyokban lényegi változást nem hozott. A közös gazdaság megszervezésére 1952-ben került sor, de ez a termelőszövetkezet 1956-ban a forradalmi események közepette feloszlott. A községnek 1960-ban alakult új téesze Aranykalász néven, ami 1970. január 1-től csatlakozott a Bástya nevet viselő krasznokvajdai központi gazdasághoz, ahová Perecse, Büttös, Kány, Szászfa és Pamlény is tartozott. A község lakóinak túlnyomó többsége a termelőszövetkezeti jövedelemből élt, mindössze 12 fő járt Miskolcra dolgozni.

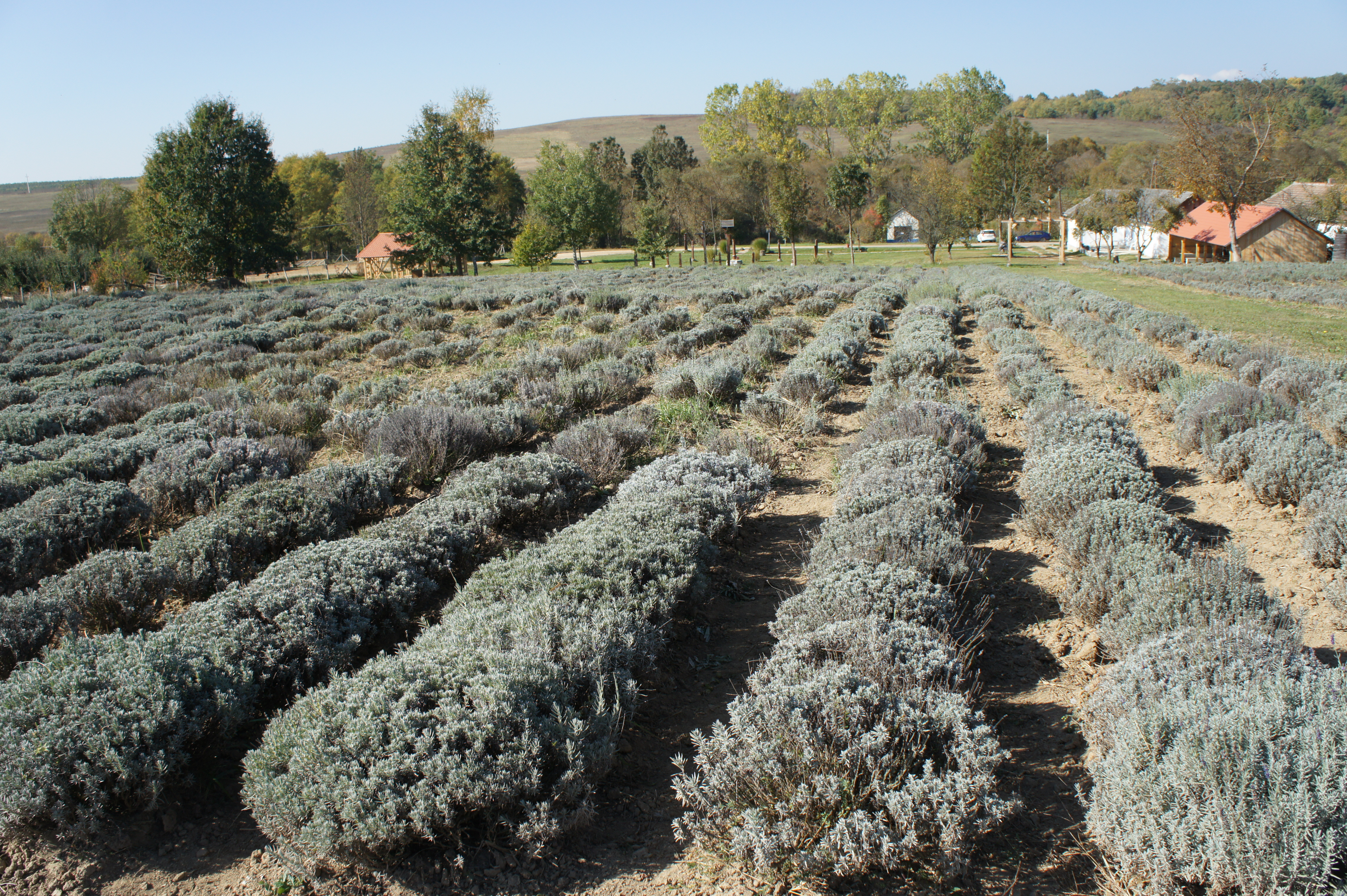
Levendula-ültetvény a falu határában

Az általános iskolai oktatás 1972-ig az iskolakápolnában folyt, az 1950-es évek végétől két pedagógus, Balogh Lászlóné Rohály Margit tanítónő és férje, Balogh László tanár irányításával. A tanulók száma az 1948/49-es tanévben 32 volt, s jelentősen később sem nőtt, ám 1965/66-ban 35 gyermek mellett 14 felnőtt tanulója is volt az egyébként csak alsó tagozattal működő iskolának. A szocializmus idején az iskolakápolna volt a község legfontosabb épülete: nem csak iskolaként és templomként funkcionált, de szinte minden rendezvényt ezen a helyszínen bonyolítottak. Itt kapott helyet a községi könyvtár, sőt a hetenkénti mozi is. A község villamosítása 1961-ben valósult meg.
A második világháború utáni változások közigazgatási átszervezéssel is jártak, minek eredményeképpen 1950-től Keresztéte Borsod-Abaúj-Zemplén megye Encsi járásába, azon belül a Krasznokvajda központú körjegyzőségbe sorolódott Büttös, Kány és Perecse községekkel együtt. 1950. szeptember 8-tól Keresztéte Pamlénnyel Pamlény székhelyű községi közös tanácsot szervezett, majd 1966. szeptember 30-tól Krasznokvajda KKT társközsége lett. Utóbbinak tagja volt Büttös, Kány, Pamlény, Perecse és Szászfa is. A közös tanácsú községet 1984. január 1-jével Encs városkörnyéki községévé nyilvánították. Végül a rendszerváltás következményeként 1991. január 1-jén Keresztéte a Szászfa székhelyű körjegyzőség tagja lett Pamlénnyel együtt.
A szocializmusban jellemző népességfogyás a rendszerváltás óta eltelt évtizedekben is folytatódott. 2020. január 1-én már mindössze 23 főt számlált a lakónépesség. A 2011. évi népszámlálás alkalmával a község lakói 97,7%-ban magyarnak és 22,7%-ban cigánynak mondták magukat, míg 2,3% nem kívánt választ adni. Vallási tekintetben kicsi, de színes volt a közösség: 47,7% a római katolikus, 34,1% a görögkatolikus, 6,8% a református, 2,3% pedig egyéb felekezethez tartozónak mondta magát. Szintén 2,3% volt a magát vallási közösségen kívüliként meghatározók aránya, míg 6,8% nem adott választ.
Keresztéte lakosságszerkezete az elvándorlás következtében elöregedő. Ennek ellenére a falu fejlődik: rendezvényszínpad épült és kialakításra került Észak-Magyarország legnagyobb levendulaültetvénye. Utóbbihoz kapcsolódóan levendulaszárító és -feldolgozó látogatóközpont létesült és évente megrendezik a Levendáriumot, azaz a Levandulafesztivált.
A település háziorvosi ellátása a krasznokvajdai körzeti orvos feladata. Krasznokvajdán van lehetőség gyermekorvosi ellátásra is, míg a fogorvosit Baktakék, a szakorvosit pedig Encs biztosítja. A legközelebbi kórház Szikszón, mintegy 22 km-re, vasútállomás Encsen, 33,0 km-re található. Az óvodás és általános iskoláskorú gyermekek Krasznokvajda intézményeit látogathatják. A település közös önkormányzati hivatalt fenntartó község, melynek székhelye Krasznokvajda. Keresztétén nemzetiségi önkormányzat nem működik.

## Közélete

### Polgármesterei
- 1990–1994: Csehovics Gyula (SZDSZ)[46]
- 1994–1998: Csehovics Gyula János (SZDSZ)[47]
- 1998–2002: Csehovics Gyula János (független)[48]
- 2002–2006: Csehovics Gyula János (független)[49]
- 2006–2010: Csehovics Gyula (független)[50]
- 2010–2014: Nevelős Barnabás (független)[51]
- 2014–2019: Nevelős Barnabás (független)[52]
- 2019–2024: Nevelős Barnabás (független)[53]
- 2024– : Dr. Nevelős Zita (független)[1]

## Népesség
A település népességének változása:
| Lakosok száma | 30   | 33   | 36   | 26   | 10   | 26   | 25   |
|               | 2013 | 2014 | 2015 | 2021 | 2022 | 2023 | 2024 |

2001-ben a település lakosságának 89%-a magyar, 11%-a cigány nemzetiségűnek vallotta magát.
A 2011-es népszámlálás során a lakosok 97,7%-a magyarnak, 22,7% cigánynak mondta magát (2,3% nem nyilatkozott; a kettős identitások miatt a végösszeg nagyobb lehet 100%-nál). A vallási megoszlás a következő volt: római katolikus 47,7%, református 6,8%, görögkatolikus 34,1%, felekezeten kívüli 2,3% (6,8% nem válaszolt).
2022-ben a lakosság 90%-a vallotta magát magyarnak (10% nem nyilatkozott). Vallásuk szerint 40% volt római katolikus, 20% református, 20% görög katolikus (20% nem válaszolt).

## Nevezetességek
- Római katolikus templom
- Levendula Fesztivál[57]